# Nikodimský maják (maják)
Nikodimský maják (rusky: Никодимский маяк) stojí na pobřeží poloostrova Kola v Terském rajónu (okresu) v Murmanské oblasti v Rusku.
Maják stojí na Nikodimském mysu na jižním pobřeží poloostrova Kola v průlivu do Bílého moře. Maják je těžko dostupný.

## Historie
Maják byl postaven v roce 1934. Maják má stálou obsluhu a je napájen diesel-agregátem.

## Popis
Dřevěná osmiboká věž komolého jehlanu a je vysoká 27 m. Věž je ukončena ochozem a lucernou. Maják má charakteristický nátěr, jeho stěny střídají bílou a černou barvu, vytváří svislé pruhy (osmiboká červenobílá pyramida).  Světelný zdroj v lucerně je ve výšce 52 m n. m.

## Data
- výška věže 22 m[4]
- světelný zdroj 52 m n. m.
- dva záblesky bílého světla každých 15 s

označení:
- ARLHS ERU-262
- RU 2105-3435
- Admiralty L6596
- NGA 15544.